# 中居駅
中居駅（なかいえき）は、石川県鳳珠郡穴水町中居にあったのと鉄道能登線の駅である。2005年、能登線の廃止により廃駅となった。

## 歴史
- 1959年（昭和34年）6月15日：日本国有鉄道（国鉄）能登線の駅として開業[1]。
- 1987年（昭和62年）4月1日：国鉄分割民営化により西日本旅客鉄道に承継される[1]。
- 1988年（昭和63年）3月25日：のと鉄道への転換により同社能登線の駅となる[1]。
- 2005年（平成17年）4月1日：能登線廃止に伴い廃駅。

## 駅構造
片面ホーム1面1線を持つ地上駅。無人駅であり、ホーム上に待合所があるのみ。

## 駅周辺
- 中居郵便局
- 穴水町立向洋小学校（旧・穴水町立住吉小学校）
- 能登中居鋳物館
- 国道249号

## 隣の駅
のと鉄道
能登線
穴水駅 - 中居駅 - 比良駅